# Parmoptile de Jameson
Espèce
Statut de conservation UICN

 LC  : Préoccupation mineure
Le Parmoptile de Jameson (Parmoptila jamesoni) est une espèce de passereaux appartenant à la famille des Estrildidae.

## Taxinomie
Cette espèce est encore considérée par certaines autorités taxinomiques comme une sous-espèce du Parmoptile à front rouge (Parmoptila rubrifrons). D'après le Congrès ornithologique international, c'est une espèce monotypique.
Son nom rend hommage au naturaliste James S. Jameson (1856-1888), qui a prélevé le premier spécimen connu près des rives de l'Aruwimi. Ce spécimen a été étudié au Musée d'histoire naturelle de Londres par George Ernest Shelley.

## Répartition et habitat

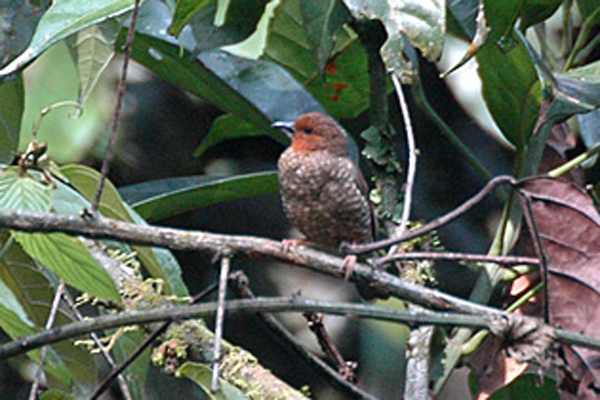
Une femelle.

On le trouve en République démocratique du Congo, à l'ouest de l'Ouganda et en Tanzanie. Il vit dans la forêt primaire humide.